# Olpiolum peruanum
Olpiolum peruanum är en spindeldjursart som beskrevs av Beier 1959. Olpiolum peruanum ingår i släktet Olpiolum och familjen Olpiidae. Inga underarter finns listade i Catalogue of Life.